# 小田切いくみ
小田切 いくみ（おたぎり いくみ、1983年12月18日 - ）は、テレビ山梨のアナウンサー。

## 経歴
山梨県出身。山梨県立甲府西高等学校を経て中央大学卒業後、2006年入社。中央大在籍時はキー局系列のTBSアナウンススクールに通い、3年次の2004年には、山梨県ジュエリー協会主催の第17回「ミス宝石」に選ばれた。
UTYでは地上デジタル放送推進大使を務めていた。2009年から同職にあるNHK甲府放送局の小宮山晃義とは同い年で、アナウンサーとしても“同期生”。また、アナウンススクールの先輩にもあたる山梨放送の植田有紀子（現在は圭三プロダクション所属）からは、ブログで「明るいムードメーカー」と評されている。
Dpaのサイト上では、小田切が出演した山梨県の地デジPRCMに加え、UTYとYBS独自の啓発CMも公開されていた。

## 現在の担当番組
- 山梨いまじん - ナレーション
- スゴろく
- UTYニュース

## 過去の担当番組
- UTYウッティな木曜日（中継担当）
- はなきんマーケット
- おんがくのかぜ
- UTYニュースの星 - キャスター
- ウッティタウン6丁目 - 中継担当